# Новосілка (Деражнянська міська громада)
Новосі́лка — село в Україні, у Деражнянській міській громаді Хмельницького району Хмельницької області. Населення становить 534 особи.

## Населення

### Мова
Розподіл населення за рідною мовою за даними перепису 2001 року:
| Мова       | Кількість | Відсоток |
| ---------- | --------- | -------- |
| українська | 518       | 97.0 %   |
| російська  | 8         | 1.5 %    |
| вірменська | 8         | 1.5 %    |
| Усього     | 534       | 100 %    |

## Історія
У люстрації 1469 року вказано, що королівські маєтності Новосілка з присілками Дерашів, Коричинці та іншими були в управлінні Яна Одровонжа за 1000 марок.
7 (20) листопада 1917 року, відповідно до Третього Універсалу Української Центральної Ради, увійшло до складу Української Народної Республіки.
12 червня 2020 року, відповідно до розпорядження Кабінету Міністрів України № 727-р «Про визначення адміністративних центрів та затвердження територій територіальних громад Хмельницької області», увійшло до складу Деражнянської міської громади.
19 липня 2020 року, в результаті адміністративно-територіальної реформи та ліквідації Деражнянського району, село увійшло до складу Хмельницького району.

## Символіка
Затверджена 22 червня 2017 р. рішенням № 6 сесії сільської ради. Автор — Ігор Янушкевич.

### Герб
Щит підвищено перетятий і напіврозтятий. В першій зеленій частині справа половина срібного колеса, супроводжувана згори золотим сяючим сонцем з шістнадцятьма променями, зліва — двома золотими колосками в балку, лівий вищий. В другій лазуровій частині золотий хрест, на якому срібний Покров із золотими грецькими хрестами. Третя частина сім разів перетята золотим і чорним.

### Прапор
Квадратне полотнище розділене вертикально в співвідношенні 2:1 на дві частини — древкову синю і вільну, поділену горизонтально на вісім рівновеликих смуг, жовтих і зелених поперемінно. На синій смузі білий Покров з трьома жовтими грецькими хрестами, над яким жовте сяюче сонце з шістнадцятьма променями, під Покровом — три вертикальні жовті колоски, поставлені в ряд.

## Свято -Троїцький Костел
Власником села на межі XVIII—XIX століть був руський воєвода Ян Кіцький. Серед його проектів по переплануванню Новосілки було і спорудження костелу (крім того, він переніс на нове місце дерев'яну церкву та почав будувати палац). За 1797—1798 роки храм було споруджено. Самого воєводу після смерті поховали у склепі всередині костелу. За радянських часів у культовій споруді розмістили колгоспний склад. Богослужіння поновились у середині 1990-х років.
Свято-Троїцький Костел 1797 року. Розміщений у центрі села. Костел мурований, тинькований, у плані прямокутний, зразок унікальної історико-культурної спадщини XVIII ст.
Костел збудований І.Г. Кіцьким, воєводою Генеральних земель Руських і названий на честь християнського свята Святої Трійці. Згідно опису 1862 року, це була кам'яна, покрита білою бляхою та укріплена по боках десятьма контр-форсами споруда. Для стікання води навколо даху були прикріплені бляшані ринви. Костел мав 10 сажнів довжини,4 3/4 ширини і 5 висоти. Головний фасад храму повернутий на південь. Основним елементом фасаду є портик, розміщений на чотирьох цегляних колонах. Стіни храму потиньковані, завширшки 1 аршин з чвертю. Підлога облаштована щільно укладеними кам'яними плитами. Вікон - 10, висотою 2 та шириною 1 аршин. За сприяння настоятеля храму К.К. Лічевського у 1860 році був проведений капітальний ремонт.
Престолів у костелі три, усі із мармуровими порталами. Перший престол – кам'яний, мозаїчний із чотирма пілястрами, скульптурний, оздоблений різьбою, пофарбований алебастровою фарбою. У тому ж престолі три ікони: Матері Божої, що тримає на руках Спасителя Ісуса Христа (написана на дерев'яній дошці), друга ікона - Святої Трійці, писана на полотні, третя - зображує розп'яття Ісуса Хреста, виконана теж на полотнищі. Зверху у зводі розміщений алебастровий (гіпсовий) хрест. У престолі присутній Священний Сосуд, де зберігаються Святі тайни. Другий престол з використанням мармурової оздоби, мурований, із чотирма пілястрами, пофарбований жовтою фарбою. Присутні ікони: Святого Миколая Чудотворця, Іоана Предтечі, які теж писані на полотнищах. Третій престол, що знаходився у лівій стороні, новозиурований, з чотирма пілястрами. Ікони: Спасителя Ісуса Христа із срібним вінком на голові, Святого Вікентія. Престол увінчаний кам'яним хрестом.
Приміщення для сповіді - столярної роботи, з лавою. Над вхідними дверима було місце, де розміщався органний хор. До хору вели дерев'яні сходи із різьбленими перилами по обидва боки. Із правої сторони великого вівтаря розміщена комірка, добре отинькована, з кам'яною підлогою. Комірка мала одне віконце, обрамлене решіткою, куті двері із залізним замком. У самому костелі знаходився також склеп, у якому покоївся І.Г. Кицький, на кошти якого і був споруджений храм.
З правого боку, поблизу храму, розміщувалося кладовище, обнесене цегляним муром. У східній стороні знаходилися двері із розп'яттям Спасителя, які пізніше були виявлені поміщиками Бернатовичем та Товпигою. З південної - дерев'яні одностворчасті двері. Зі Східної та південної сторін, на кам'янній огорожі, біля церкви стояли дві кам'яні статуї: Святого Василія Великого та Святого Миколая, воздобленні храму були використані срібло, оливо, червона мідь, жовта мідь, залізо та дерево.
Із західної сторони храму знаходився будинок настоятеля, обнесений огорожею. Довжина будинку 5% і ширина 3% сажня. Цікавою була конструкція самого будинку - дерев'яна обпалубка заповнена глиною, що є зразком народного зодчества (будівництва). Дах критий соломою, димохід цегляний. Підлога у будинку дубова.
2 жовтня 1838 року Преосвященний Кам'янецький єпископом Б. Мацькевич освятив храм. У 1862 році церковнослужителями костелу були органіст Матвій Квятковський та дзвонар Серафим Захарський.
Зі встановленням радянської влади костел припинив своє існування. Жителька с. Новосілки Свідерська Ніна Франківна, 1925 року народження, розповідала, як сама стала свідком нечуваного Святотацтва. Згадувала вона, як Іван Панчук, Юстим Щерблюк та інші вірні слуги" більшовицької влади зносили на костелі хрести, ламали та трощили цінні ікони, викидали прах „Кота-Воєводи"(так називали у народі засновника храму). Людські кістки, церковні речі, книги, ікони, кидали у багаття, яке було розведене на цьому святому місці. Приміщення костелу довгий час використовувалося місцевим колгоспом як склад, згодом віддано під клуб. У часи незалежності богослужіння в храмі знову відновлено.
Зараз у будівлі костелу розташувалася Православна Церква України через відсутність католицької громади.

## Постаті
- Крапп Іван Олександрович (1985—2015) — солдат Збройних сил України, учасник російсько-української війни.

## Галерея

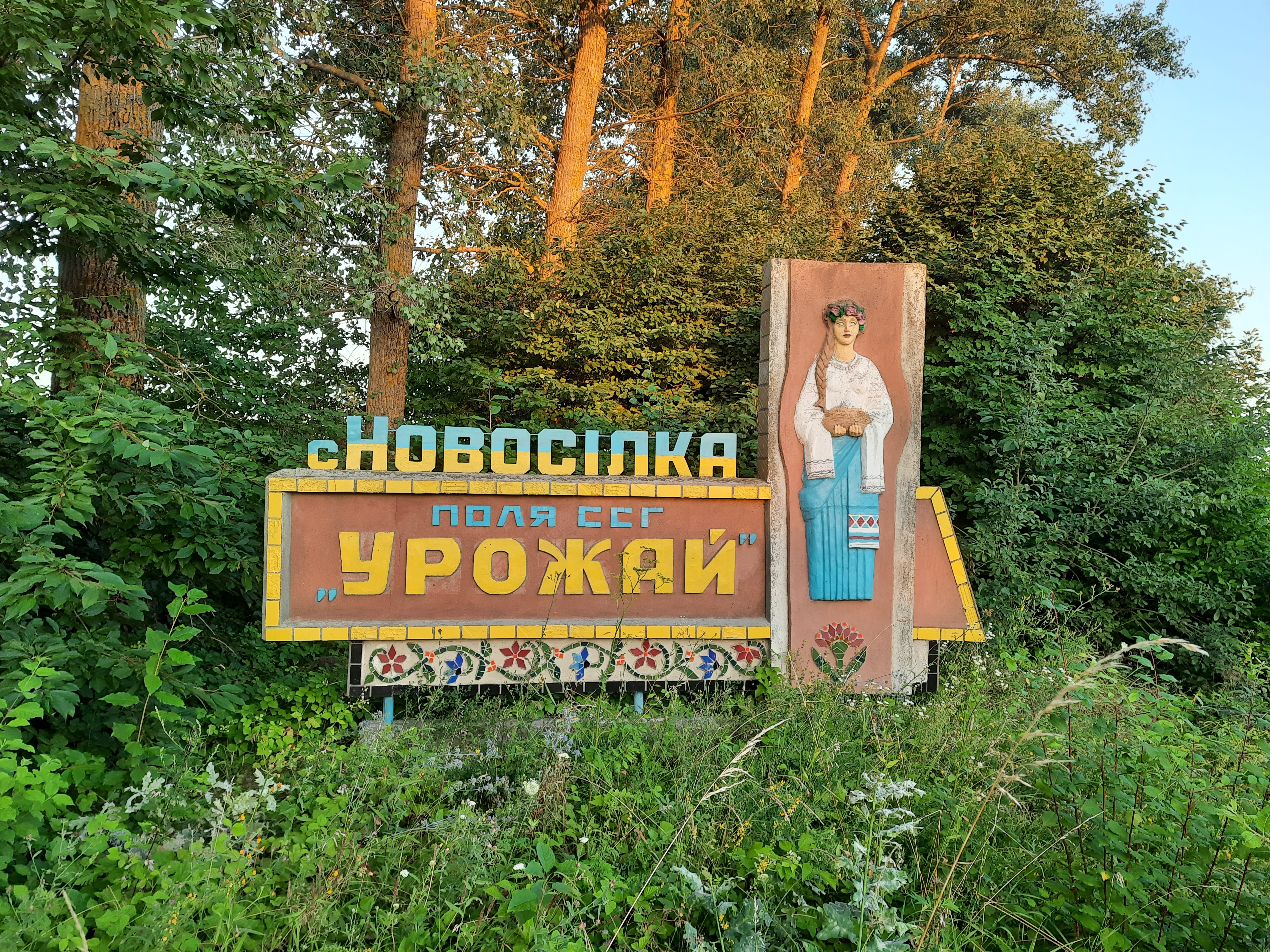
Стела неподалік в'їзда в село
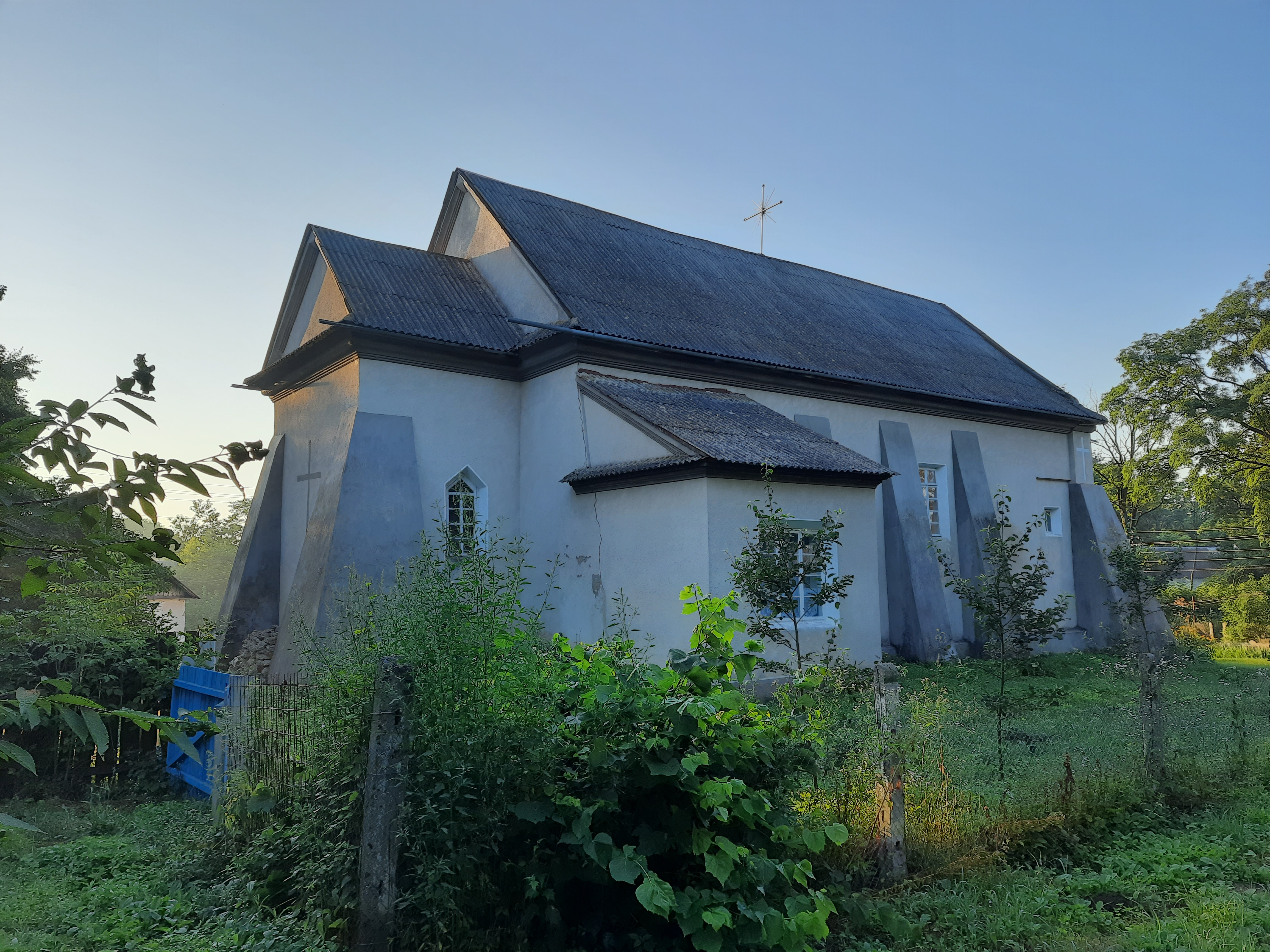
Костел Святої Трійці
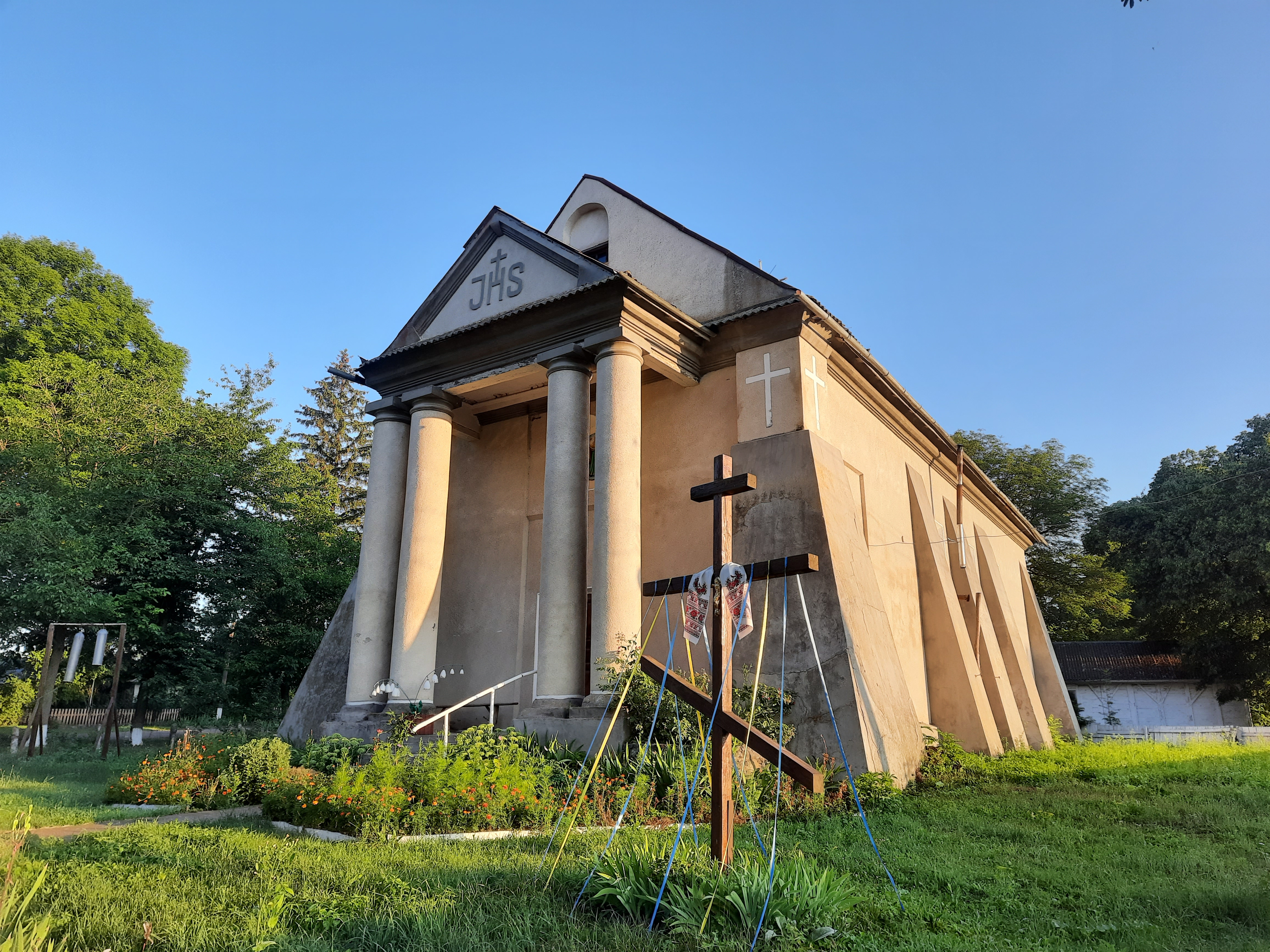
Костел Святої Трійці
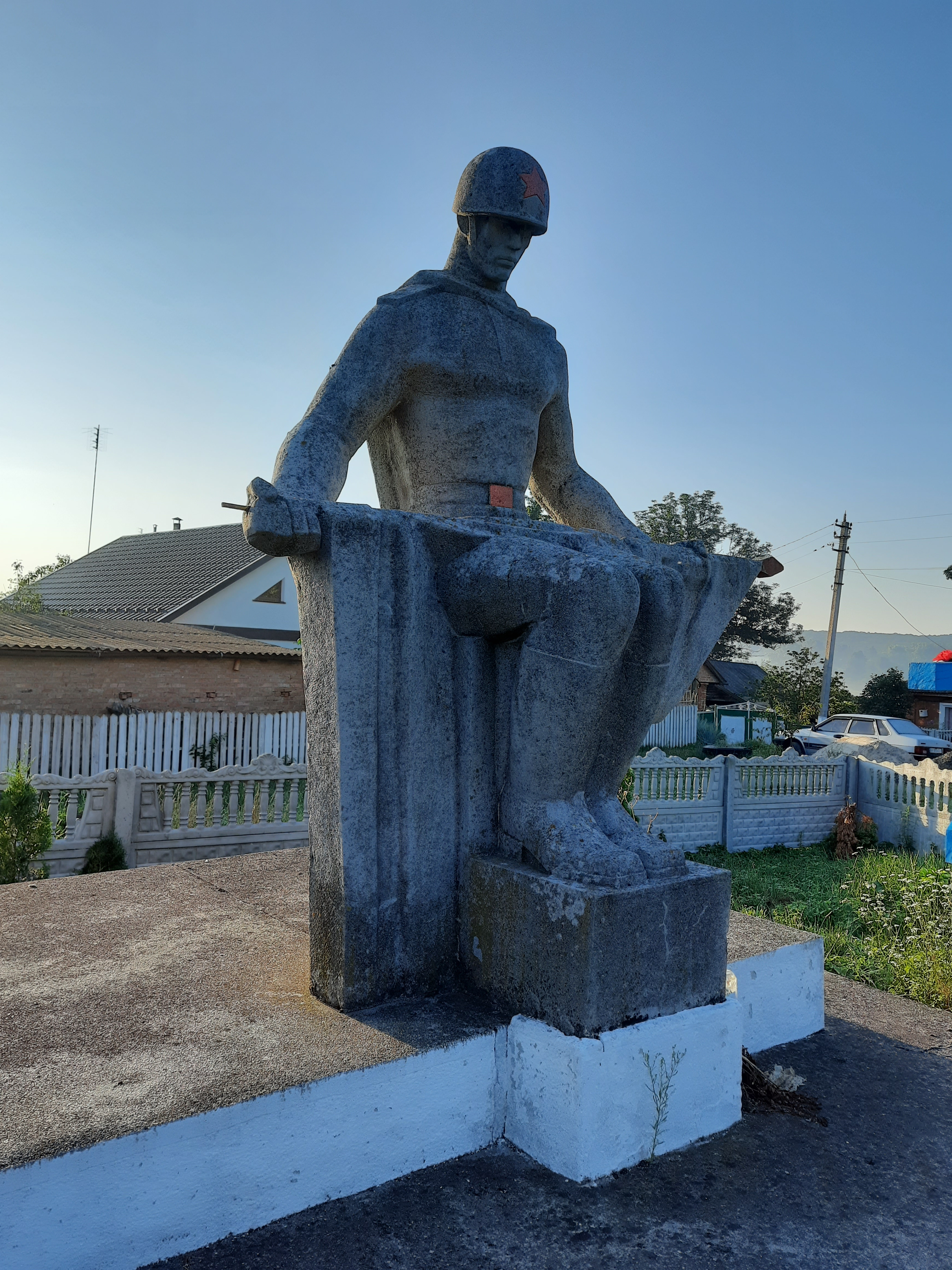
Пам'ятний знак на честь воїнів-односельців
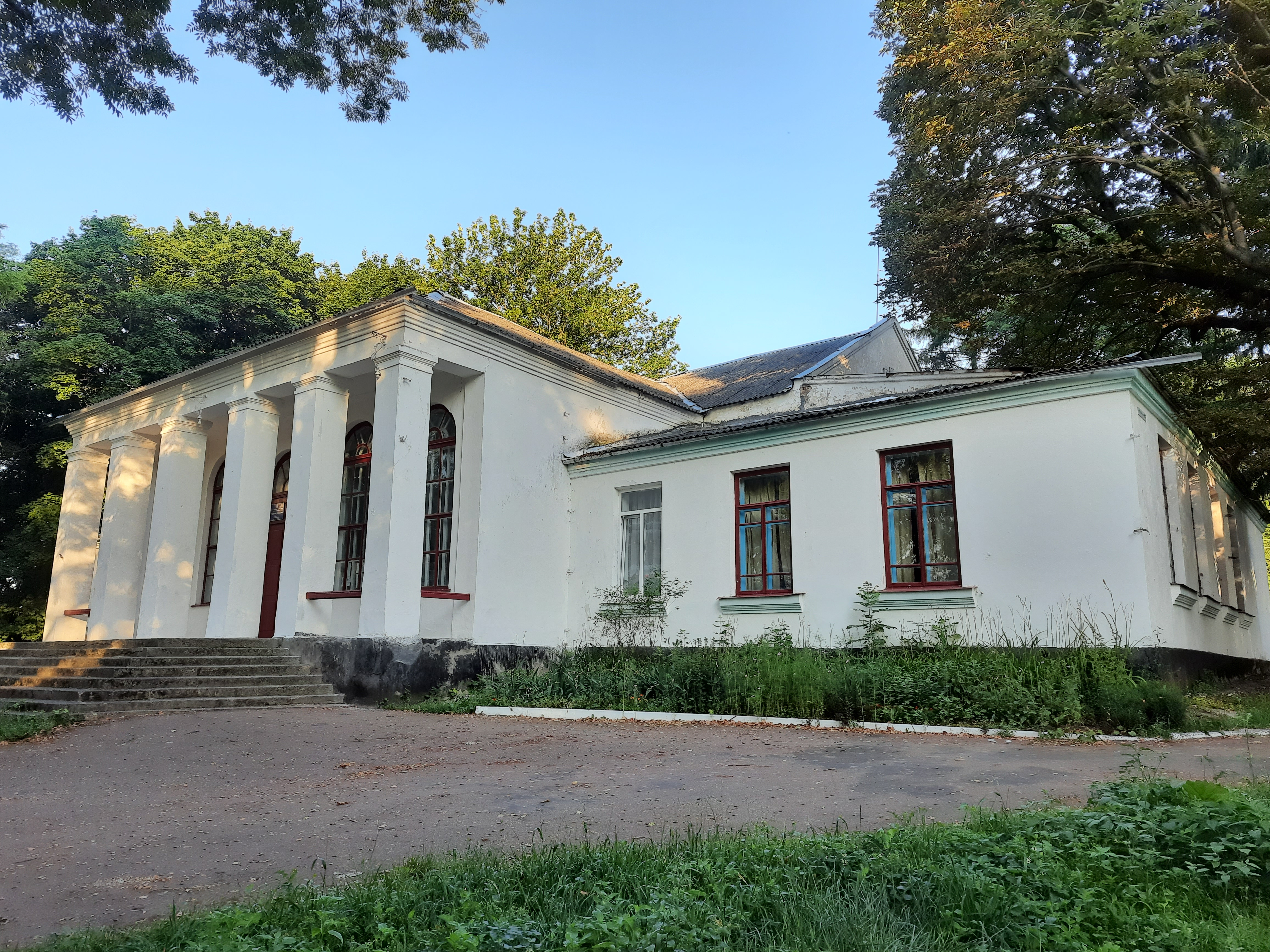
Клуб
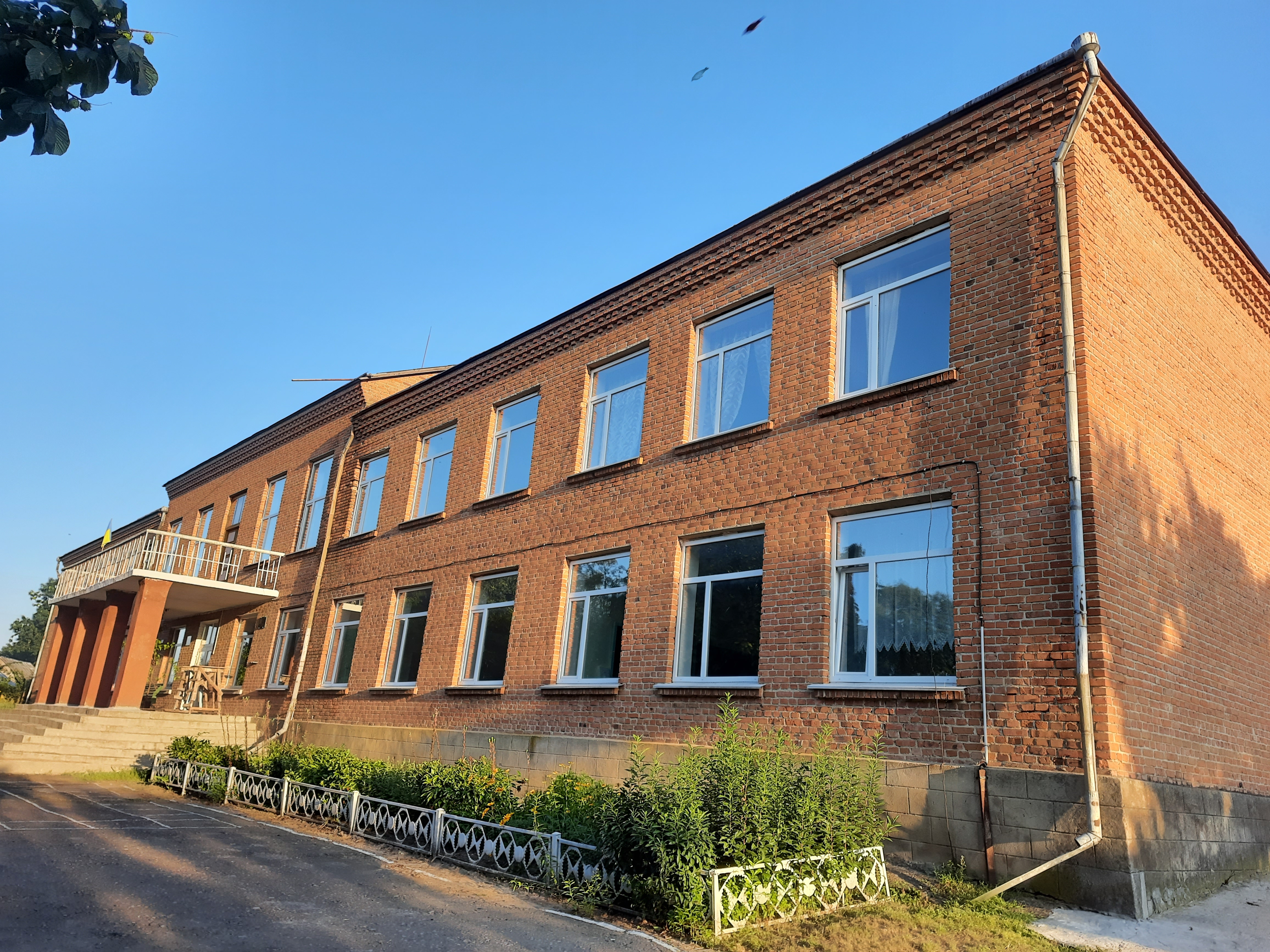
Школа
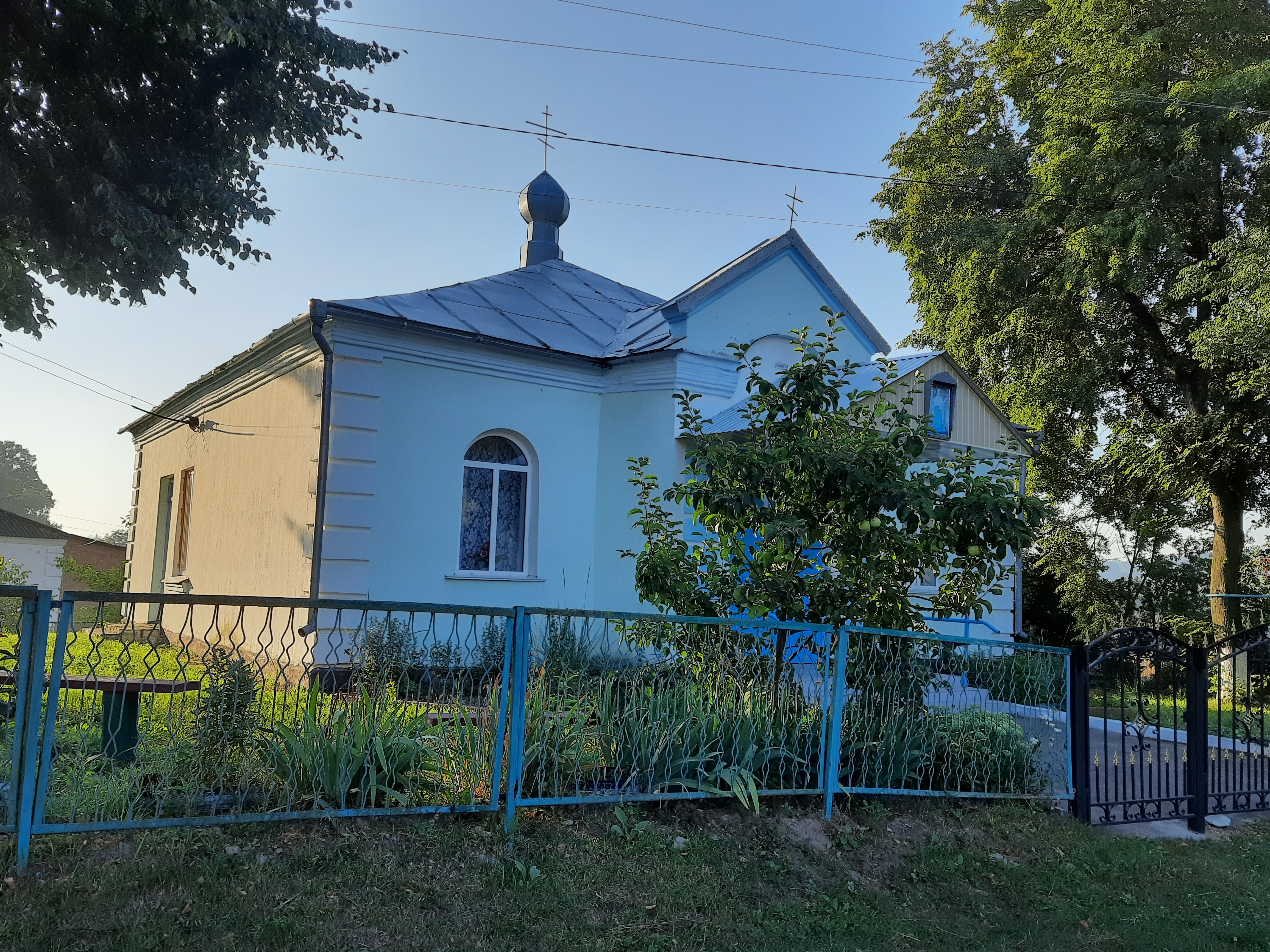
Сільська церква
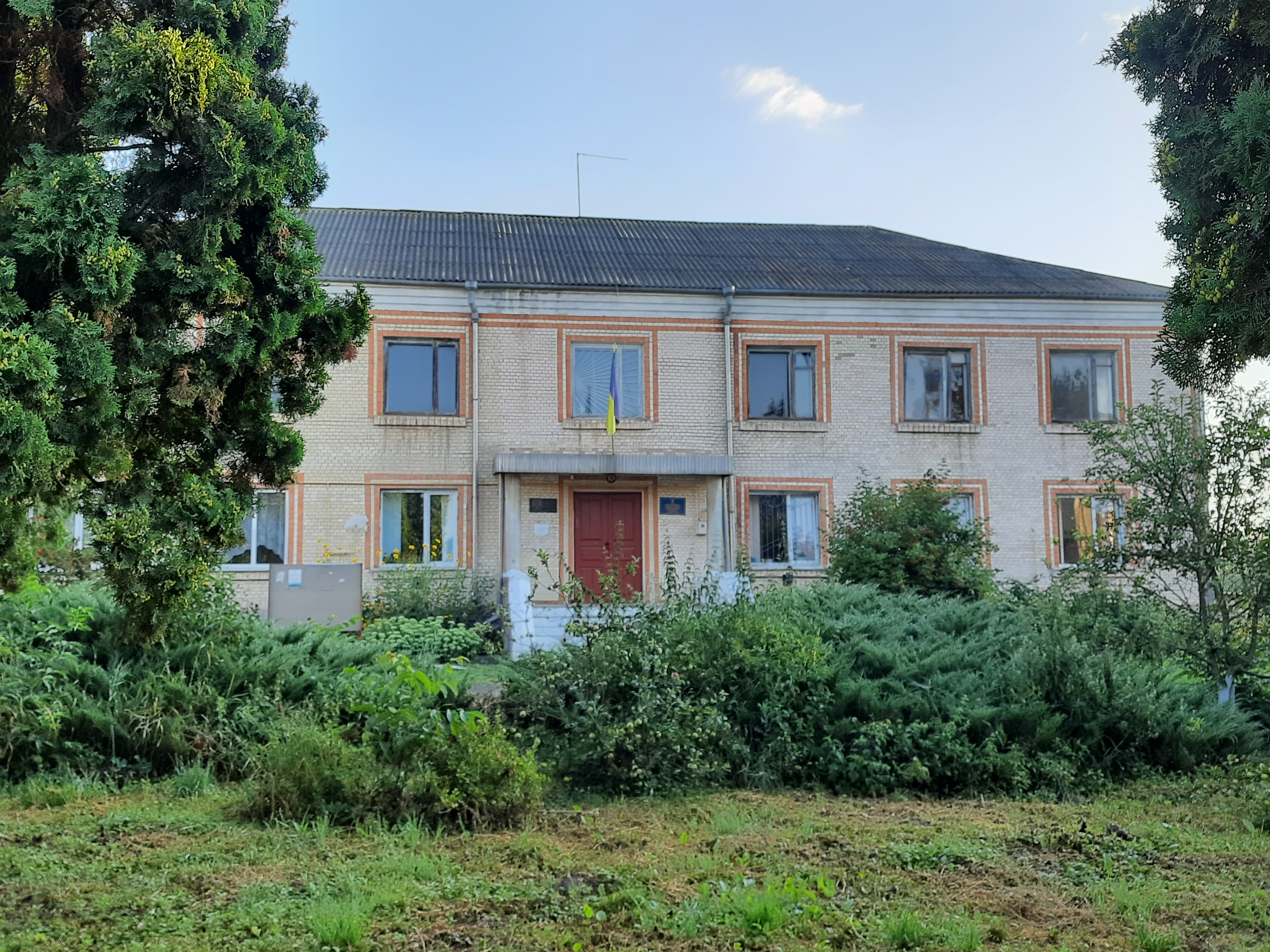
Старостат
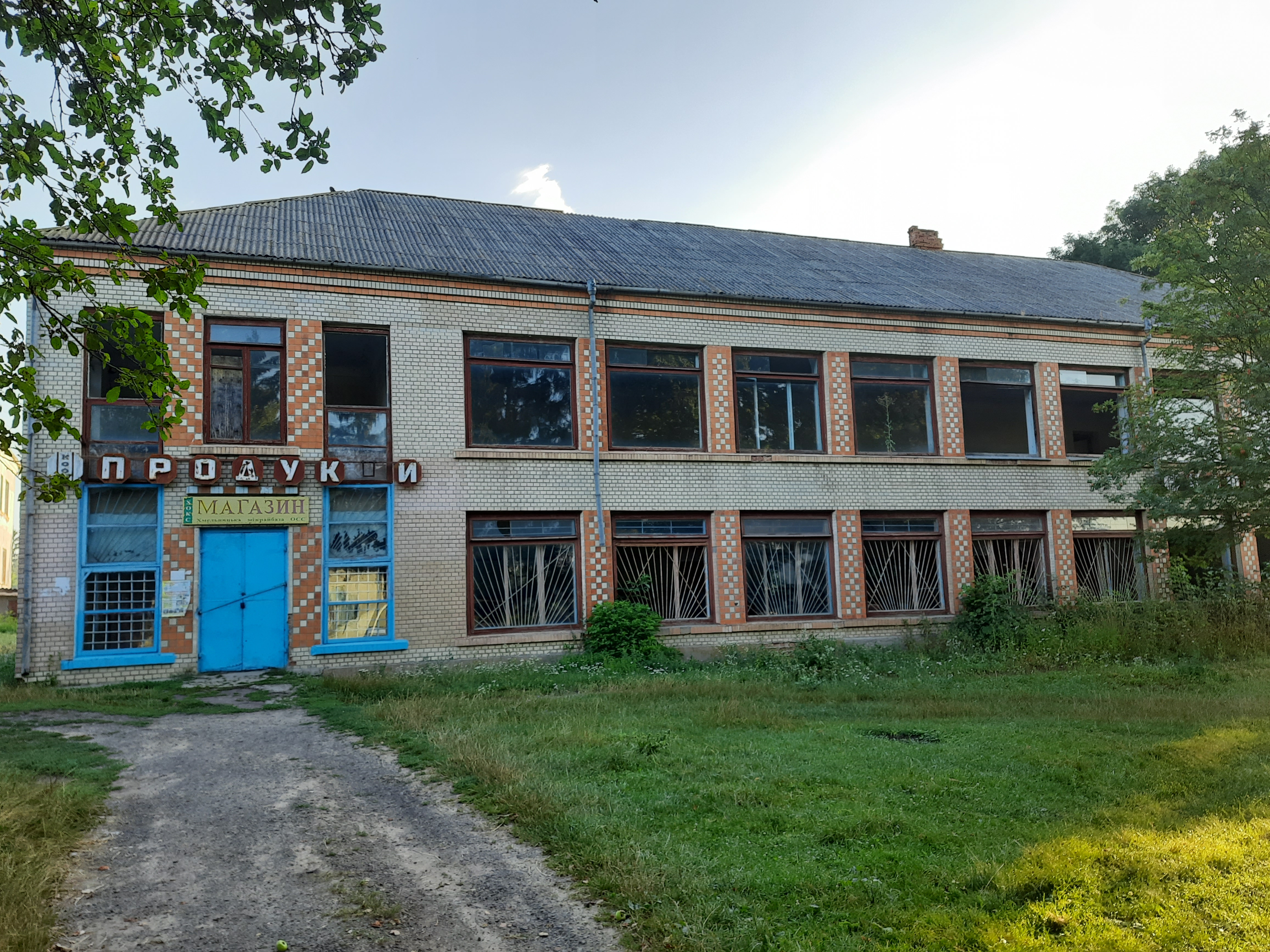
Крамниця
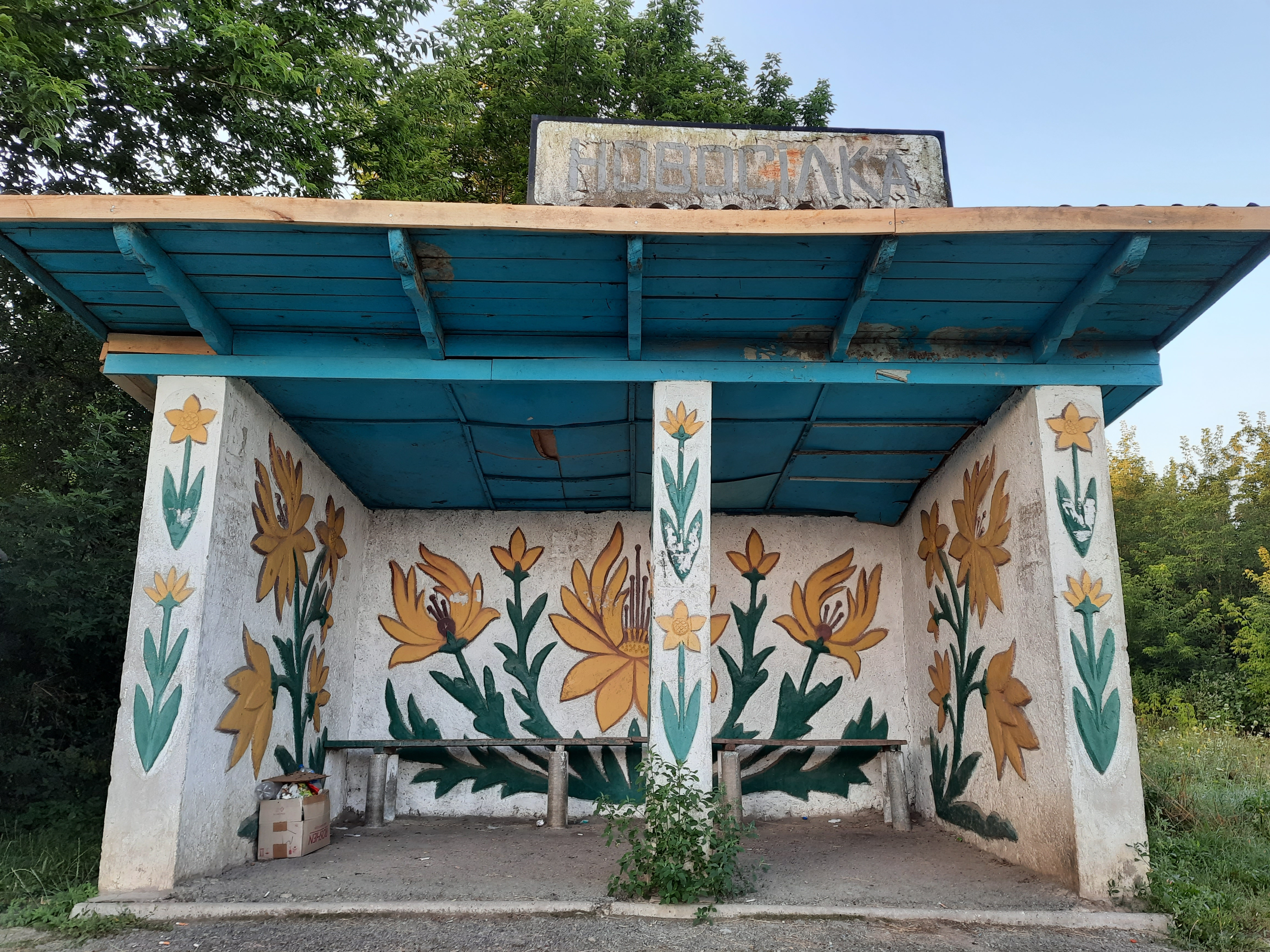
Автобусна зупинка